# 大分県立大分南高等学校
大分県立大分南高等学校（おおいたけんりつ おおいたみなみ こうとうがっこう）は、大分県大分市にある公立の高等学校。高校生急増期の昭和末期1983年に新設された。専門的職業人材を育成する「スーパー・プロフェッショナル・ハイスクール」の指定校となっている（文部科学省）。通称は南（みなみ）、南高（みなみこう）。

## 概要
大分市南部に位置する。教育課程は全日制課程で普通科と福祉科を併置。
3学期制だったが2005年（平成17年）度から2学期制を導入した（2学期制を導入の高校は当時、大分市内では大分県立大分豊府高等学校があった）。しかし、2011年度から再び3学期制に変更されている。

### 設置学科
全日制課程
- 普通科[3]
  - 1年次では標準クラス、応用クラスを選択する。
  - 2年次では文Iコース（私立大・専門学校等希望者）、文IIコース（国公立大希望者）、理Iコース（私立大・専門学校等希望者）、理IIコース（国公立大希望者）のうち1つを選択する。
- 福祉科

### 教育方針
校訓の代わりに、校是があり、気力（きりょく）、節（ふし）、友情（ゆうじょう）の3つを掲げている。

## 沿革
1983年（昭和58年）開校。団塊ジュニア世代の進学する1980年代の高校生急増期で、開校当初の学級数は10クラスのマンモス校。平成期の少子化に伴う生徒数減少対策等のために大分県教育委員会が推進する高校改革推進計画に伴い、1999年（平成11年）度に9クラス、2002年度に8クラス、2005年度に7クラス、2008年度に6クラスと漸減している。
大分県教育委員会が2008年1月9日に公表した2010年度 - 2014年度の後期高校再編計画の検討素案では、野津高校福祉科の廃止と、その代替として大分南高校に福祉系学科を新設が提案された。計画に従い2012年4月に福祉科2クラスが新設され、普通科6クラス・福祉科2クラスとなった。2013年度から普通科5クラス・福祉科2クラスになっている。
入学者選抜（入学試験）の方式は、開校当初上野丘高校、舞鶴高校、雄城台高校と4校合同選抜だったが、1985年(昭和60)年度入学者のみ雄城台高校との2校合同選抜、1986年（昭和61年）度の入学生から雄城台高校、豊府高校との3校合同選抜となり、1995年度（平成7年）入学生からは単独選抜となった。

### 年表
- 1983年（昭和58年） - 4月1日、開校（上野丘高校、舞鶴高校、雄城台高校との4校合同選抜を実施）。入学生は10クラス
- 1985年 - 3月、雄城台高校・豊府高校との3校合同選抜に変更
- 1995年（平成7年） - 3月、単独選抜に変更
- 1999年 - 4月、入学生から9クラスとなる
- 2002年 - 4月、入学生から8クラスとなる
- 2005年 - 4月、入学生から7クラスとなる。2学期制に移行
- 2008年 - 4月、入学生から6クラスとなる
- 2011年 - 4月、再び3学期制に移行
- 2012年 - 4月、福祉科を新設（普通科6クラス・福祉科2クラス）
- 2013年 - 4月、入学生が普通科5クラス・福祉科2クラスとなる[2]

## 基礎データ

### 交通アクセス
鉄道
- JR九州（豊肥本線）中判田駅より南西へ約1.2km（徒歩で約16分）

バス

### 象徴
校歌
制服
制服は2019年（平成31年）度リニューアルされた。

## 学校行事
凱風祭
6月に行われる体育大会と9-10月に2日間行われる文化の部とからなる。南高体操（みなみこうたいそう）と呼ばれる体操があり、凱風祭（がいふうさい）での体育大会等で、準備運動として行われている。
強歩大会
開校当初から毎年2月に、本宮山を巡る山道をコースとする強歩大会（男子16Km、女子14Km）を行っているが、近年は実施されていない。
修学旅行
2年次に実施。2015年度、2016年度の行き先は北海道。

## 高校関係者と組織

### 関連団体
- 大分南高等学校 同窓会 - 凱風会

### 著名な出身者
芸能
- 油布賢一 - 音楽プロデューサー、作曲家、作詞家、編曲家
- 菅未来 - テレビ大分元アナウンサー[13]
- 高嶋和代 - 大分朝日放送元アナウンサー[14]
- 平川雄一朗 - 映画監督[13]
- 古城康行 - 作詞家・作曲家[15]

スポーツ
- 西郷直樹 - 競技かるた永世名人[16]
- 姫野昂志 - サッカー選手[17]